# Ava Vidal
Ava Beverley Vidal, née en 1976 à Lambeth, est une humoriste britannique d'origine sierra-léonaise. Elle participe à l'émission Kings of Comedy de la chaîne E4. Sa carrière comique débute dans l'émission Urban Sketch Show de la BBC.

## Vie et carrière
En 1996, Vidal commence à travailler comme agent pénitentiaire à la HM Prison Pentonville à Barnsbury, au nord de Londres. C'est sa mère, qui travaillait à la HM Prison Holloway, qui l'incite à se lancer dans ce domaine. Vidal décide de quitter la profession pénitentiaire en 2001 pour aller à l'université et étudier le droit. C'est à cette époque qu'elle commence à écrire des sketches comiques.
Vidal apparaît dans 28 Acts in 28 minutes et The Comic Side of 7 Days en 2005. Elle participe également à d'autres émissions de la BBC, notamment The Last Laugh, The Sack Race et The Crouches. Vidal participe à l'émission The Original Kings of Comedy sur E4, et Channel 4 réalise un documentaire sur elle intitulé From the Top, une émission d'une demi-heure expliquant son parcours.
Vidal fait partie de la programmation du Comedy Roadshow de Michael McIntyre à Swansea qui est diffusé le 27 juin 2009, de l'émission The News Quiz de BBC Radio 4 en février et octobre 2010, et apparaît quatre fois dans l'émission Mock the Week de BBC Two entre 2011 et 2013. En juillet 2012, elle apparaît dans l'émission Is Football Racist ? sur BBC Three.
Dans l'émission Free Speech de BBC Three, elle suggère que les trafiquants de drogue armés devraient être aidés plutôt qu'envoyés en prison.
En 2016, avec de nombreuses autres célébrités, Vidal fait une tournée au Royaume-Uni pour soutenir la candidature de Jeremy Corbyn au poste de Premier ministre,. Vidal présente son propre podcast sur YouTube intitulé Black Woman's Hour.

## Vie privée
Vidal a trois enfants, deux filles et un fils. Sa fille aînée, Shaquelle, est décédée en avril 2018.